# Chapelle San Marco et collégiale Sainte-Marie
 (février 2019).
La chapelle San Marco et la collégiale Sainte-Marie sont deux édifices chrétiens situés dans le Latium, en Italie.

## La chapelle San Marco et la collégiale Santa Maria (Atina)

### Histoire
Selon la légende et les nouvelles rapportées dans le chroniqueur Atinense, Marc de Galilée, disciple de l'apôtre Pierre et ordonné par lui, après avoir prêché la foi en Campanie, a été tué à Atina par les païens, pendant la persécution de Domitien, en l'an 96, en lui plantant deux clous dans la tête.  
Une église a été construite sur le site de sa sépulture, celle-ci en ruine des années plus tard, le corps resta introuvable. 
Au milieu du XIe siècle, cependant, à l'époque de Mgr Leone, à la suite de miracles, le corps fut retrouvé et transporté à la cathédrale Sainte-Marie, où il resta lors de la reconstruction de l'église construite sur son premier tombeau. La construction du complexe de Santa Maria, isolé dans l'ancien cimetière de San Marco, a eu lieu au XIe siècle sur les ruines d'un édifice romain d'époque impériale, le temple de Saturne. (à présent le secteur Nord de la Collégiale Santa Maria)  
La collégiale a été érigée en 1044. La chapelle San Marco fut construite en 1046, attachée à la collégiale. Une fois que cela a été accompli, les reliques ont été amenées le 1er octobre 1057, et l'église a été consacrée le 5 octobre.  
L’Église est dédiée au saint patron de la ville, San Marco, fidèle disciple de saint Pierre dont la fête se déroule chaque année le 1er octobre.  
L'éloge de Marc en tant qu'évêque d'Atina et martyr sous Domitien, rapporté dans le martyrologe romain dérive de la légende selon laquelle Pietro Diacono, contraint de quitter Monte Cassino en 1128 à l'époque de l'abbé Senioretto, composé pour la gratitude envers la ville d'Atina qui l'avait hébergé.        
La Collégiale a été détruite par un tremblement de terre en 1231 mais reconstruite.                
Au fil des siècles, d’importants remaniements partiels ont suivi. La configuration actuelle à trois allées remonte aux années 1756-1762.                    

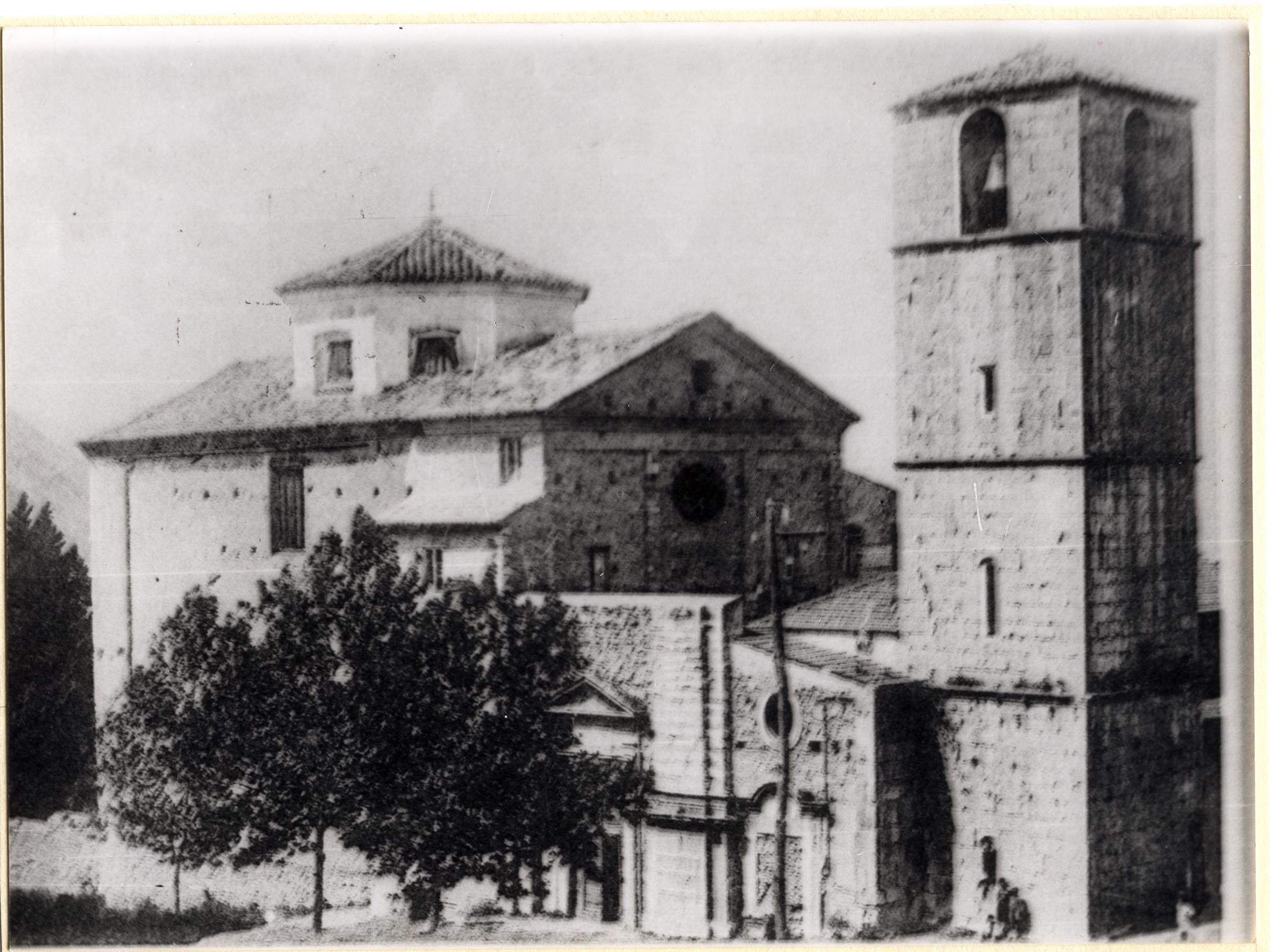
La Chapelle San Marco et la Collégiale de Sainte-Marie

Le 11 novembre 1943, l'église est touchée par un obus lors d'un raide aérien des alliés visant la retraite des allemands (bataille de Monte Cassino) vers Rome.    
Le toit et les voutes sont partiellement effondrés. Les avenues, enfuis sous les décombres. Les niches supérieures sont gravement abimées et à ciel ouvert. Les fresques de la coupole principale sont définitivement perdues.    
Le 4 novembre 1944, 6 h 30 Atina, alors que les habitants sécurisent la zone et entament des travaux de restauration rudimentaires le toit de l'église de San Marco s'effondre dans le vieux cimetière. « La tragédie est immense et désolante »[réf. nécessaire]. Il n'y a pas de blessés à déplorer.                        
Ce complexe ecclésial est situé dans le périmètre du cimetière monumental d'Atina et sert d'ailes à l'entrée principale.            

### Travaux de Restauration
Après la deuxième guerre mondiale, la contribution pour la reconstruction de l'église Saint-Marco a été annulée avec l'adoption de la quatrième variante du plan de reconstruction (informations tirées des vestiges des archives historiques municipales). 
En 2012, la ville d'Atina a finalement obtenu le financement souhaité d'un demi-million d'euros pour la restauration de la collégiale de Santa Maria et de la chapelle de Saint-Marc. 
Peu de temps après, ont commencé les travaux de restauration qui impliquaient d’abord la Collégiale. Remettre la couverture et rigidifier les structures verticales et horizontales des deux étages. 
L’intervention n’a toutefois pas séduit certains spécialistes de l’histoire locale[Qui ?] : ils critiquent les matériaux utilisés pour couvrir et réparer les plaies du temps (et les nombreux tremblements de terre) infligés aux murs porteurs extérieurs et au sol. 
La restauration du clocher et la disposition des agencements et des espaces intérieurs restent en dehors de l'intervention.  
Au cours des dernières années, la négligence et le mauvais entretien ont provoqué la chute de blocs de pierre et de débris sur les murs avant des deux bâtiments. À tel point que l'administration d'alors fut obligée d'organiser la fermeture de l'entrée principale du cimetière[réf. nécessaire]. 
Grâce à la solidarité citoyenne, certaines niches ont été déplacées, ce qui a permis de démolir une partie du mur d'enceinte est du cimetière et de créer ainsi un vide. Un remède temporaire.[style à revoir]

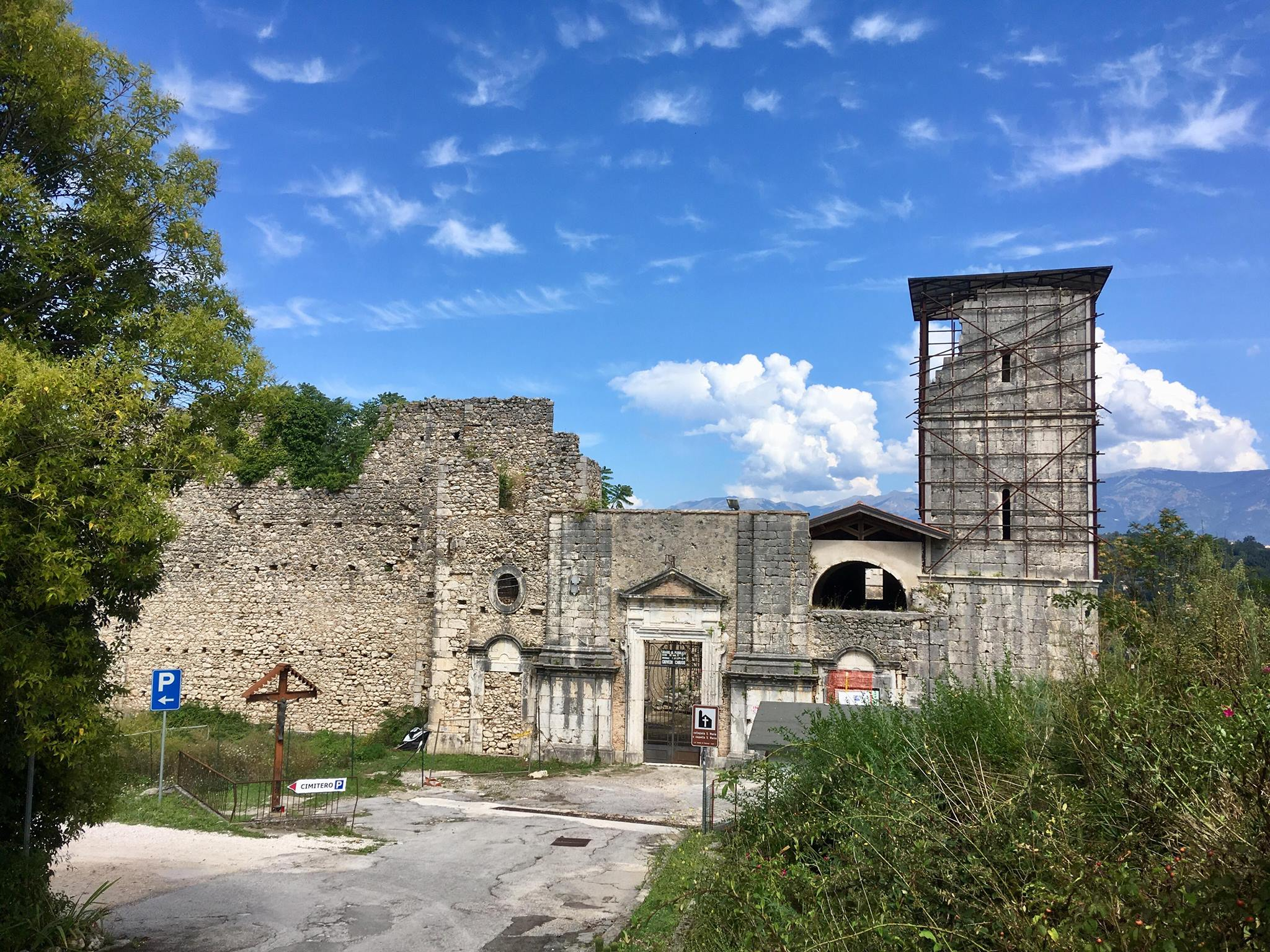
Entrée du cimetière San Marco

Fin octobre 2016, certaines pierres du mur d'enceinte de la chapelle San Marco sont tombées à cause du mauvais état de conservation dans lequel le bâtiment, ainsi que la Collégiale (datant du XIe siècle), se trouve.   
De nouveaux travaux de restauration de l'église de San Marco, située à l'intérieur du cimetière monumental d'Atina, ont commencé fin 2018.
Pour réaliser ces travaux délicats et attendus sur les trésors architecturaux de la structure du XIIIe siècle, une équipe d'experts de la Surintendance archéologique exercera ses activités jusqu'à la prochaine fête de Pâques. (2019) Les travaux se portent spécifiquement sur la restauration de peintures existantes.
Beaucoup se sont battus pour cette restauration attendue, afin de créer, en 2018, une page publique sur le réseau social Facebook qui porte son nom, non pas par hasard, Ricostruiamoci la chiesa di San Marco sous la houlette d'une association (Euratina) qui a comme objet social le développement du village et le maintien de son patrimoine historique.
Un grand enthousiasme dans le pays[réf. nécessaire] pour un projet qui devient réalité, capable de faire briller un lieu de culte et un point de référence important pour tous[non neutre].
Cependant les lois de la physique, exigent un travail urgent de consolidation[style à revoir] et de restauration sur la chapelle San Marco.

### Patrimoine
De l’ancien édifice médiéval ne sont conservées que quelques fresques représentant la Vierge à l’Enfant et Saint Marc et les scènes de la Légende du Saint Pèlerin (fin du XIVe-début du XVe siècle) conservées dans les locaux de l’ancienne école primaire Giuseppe Visocchi et dans le Palazzo Ducale.
La peinture de la Madonna delle Grazie est conservée dans l'église Santa Maria Assunta à Atina.
La fresque intitulée Représentation d'une pendaison et de deux pèlerins a été exposée à l'exposition Romei et Jubilés. Le pèlerinage médiéval au tombeau de saint Pierre (350-1350) qui s’est tenu à Rome, au Palazzo Venezia du 21 octobre 1999 au 26 février 2000[réf. nécessaire].
Une œuvre d'art exposée lors de la première exposition officielle du jubilé de 2000, avec deux cent cinquante œuvres (peintures, mosaïques, codes, dessins, sculptures, reliquaires, orfèvres, etc.) des collections les plus importantes d’abord romaine et du Vatican, mais aussi des objets du Metropolitan Museum de New York et de la Bibliothèque nationale de Paris.  